# Henrik Flöjt
Carl Henrik Flöjt, né le 24 mai 1952 à Kajaani et décédé le 26 septembre 2005 dans la même ville, est un biathlète finlandais. Il est médaillé d'argent du relais aux Jeux olympiques d'hiver de 1976, un an après son titre mondial obtenu dans cette discipline.

## Biographie
Il a un frère Heikki aussi biathlète de haut niveau.
En 1975, pour ses débuts internationaux, il devient champion du monde de relais et remporte aussi un titre de champion de Finlande à l'individuel.
Aux Championnats du monde 1976, il se classe cinquième du sprint, son meilleur résultat individuel. Cette année, il est aussi médaillé d'argent aux Jeux olympiques à Innsbruck en relais avec Esko Saira, Juhani Suutarinen et Heikki Ikola.

## Palmarès

### Jeux olympiques
- Jeux olympiques d'hiver de 1976 à Innsbruck ( Autriche) :
  -  Médaille d'argent en relais.

### Championnats du monde
- Mondiaux 1975 à Antholz ( Italie) :
  -  Médaille d'or en relais.